# Llista d'asteroides/1801–1900
| Nom                | Designació provisional | Data de descobriment    | Descobridor/s                                          |
| ------------------ | ---------------------- | ----------------------- | ------------------------------------------------------ |
| 1801 Titicaca      | 1952 SP1               | 23 de setembre del 1952 | M. Itzigsohn                                           |
| 1802 Zhang Heng    | 1964 TW1               | 9 d'octubre del 1964    | Purple Mountain Observatory                            |
| 1803 Zwicky        | 1967 CA                | 6 de febrer del 1967    | P. Wild                                                |
| 1804 Chebotarev    | 1967 GG                | 6 d'abril del 1967      | T. M. Smirnova                                         |
| 1805 Dirikis       | 1970 GD                | 1 d'abril del 1970      | L. I. Chernykh                                         |
| 1806 Derice        | 1971 LC                | 13 de juny del 1971     | Perth Observatory                                      |
| 1807 Slovakia      | 1971 QA                | 20 d'agost del 1971     | M. Antal                                               |
| 1808 Bellerophon   | 2517 P-L               | 24 de setembre del 1960 | C. J. van Houten, I. van Houten-Groeneveld, T. Gehrels |
| 1809 Prometheus    | 2522 P-L               | 24 de setembre del 1960 | C. J. van Houten, I. van Houten-Groeneveld, T. Gehrels |
| 1810 Epimetheus    | 4196 P-L               | 24 de setembre del 1960 | C. J. van Houten, I. van Houten-Groeneveld, T. Gehrels |
| 1811 Bruwer        | 4576 P-L               | 24 de setembre del 1960 | C. J. van Houten, I. van Houten-Groeneveld, T. Gehrels |
| 1812 Gilgamesh     | 4645 P-L               | 24 de setembre del 1960 | C. J. van Houten, I. van Houten-Groeneveld, T. Gehrels |
| 1813 Imhotep       | 7589 P-L               | 17 d'octubre del 1960   | C. J. van Houten, I. van Houten-Groeneveld, T. Gehrels |
| 1814 Bach          | 1931 TW1               | 9 d'octubre del 1931    | K. Reinmuth                                            |
| 1815 Beethoven     | 1932 CE1               | 27 de gener del 1932    | K. Reinmuth                                            |
| 1816 Liberia       | 1936 BD                | 29 de gener del 1936    | C. Jackson                                             |
| 1817 Katanga       | 1939 MB                | 20 de juny del 1939     | C. Jackson                                             |
| 1818 Brahms        | 1939 PE                | 15 d'agost del 1939     | K. Reinmuth                                            |
| 1819 Laputa        | 1948 PC                | 9 d'agost del 1948      | E. L. Johnson                                          |
| 1820 Lohmann       | 1949 PO                | 2 d'agost del 1949      | K. Reinmuth                                            |
| 1821 Aconcagua     | 1950 MB                | 24 de juny del 1950     | M. Itzigsohn                                           |
| 1822 Waterman      | 1950 OO                | 25 de juliol del 1950   | Universitat d'Indiana                                  |
| 1823 Gliese        | 1951 RD                | 4 de setembre del 1951  | K. Reinmuth                                            |
| 1824 Haworth       | 1952 FM                | 30 de març del 1952     | Universitat d'Indiana                                  |
| 1825 Klare         | 1954 QH                | 31 d'agost del 1954     | K. Reinmuth                                            |
| 1826 Miller        | 1955 RC1               | 14 de setembre del 1955 | Universitat d'Indiana                                  |
| 1827 Atkinson      | 1962 RK                | 7 de setembre del 1962  | Universitat d'Indiana                                  |
| 1828 Kashirina     | 1966 PH                | 14 d'agost del 1966     | L. I. Chernykh                                         |
| 1829 Dawson        | 1967 JJ                | 6 de maig del 1967      | C. U. Cesco, A. R. Klemola                             |
| 1830 Pogson        | 1968 HA                | 17 d'abril del 1968     | P. Wild                                                |
| 1831 Nicholson     | 1968 HC                | 17 d'abril del 1968     | P. Wild                                                |
| 1832 Mrkos         | 1969 PC                | 11 d'agost del 1969     | L. I. Chernykh                                         |
| 1833 Shmakova      | 1969 PN                | 11 d'agost del 1969     | L. I. Chernykh                                         |
| 1834 Palach        | 1969 QP                | 22 d'agost del 1969     | L. Kohoutek                                            |
| 1835 Gajdariya     | 1970 OE                | 30 de juliol del 1970   | T. M. Smirnova                                         |
| 1836 Komarov       | 1971 OT                | 26 de juliol del 1971   | Nikolai Txernikh                                       |
| 1837 Osita         | 1971 QZ1               | 16 d'agost del 1971     | J. Gibson                                              |
| 1838 Ursa          | 1971 UC                | 20 d'octubre del 1971   | P. Wild                                                |
| 1839 Ragazza       | 1971 UF                | 20 d'octubre del 1971   | P. Wild                                                |
| 1840 Hus           | 1971 UY                | 26 d'octubre del 1971   | L. Kohoutek                                            |
| 1841 Masaryk       | 1971 UO1               | 26 d'octubre del 1971   | L. Kohoutek                                            |
| 1842 Hynek         | 1972 AA                | 14 de gener del 1972    | L. Kohoutek                                            |
| 1843 Jarmila       | 1972 AB                | 14 de gener del 1972    | L. Kohoutek                                            |
| 1844 Susilva       | 1972 UB                | 30 d'octubre del 1972   | P. Wild                                                |
| 1845 Helewalda     | 1972 UC                | 30 d'octubre del 1972   | P. Wild                                                |
| 1846 Bengt         | 6553 P-L               | 24 de setembre del 1960 | C. J. van Houten, I. van Houten-Groeneveld, T. Gehrels |
| 1847 Stobbe        | A916 CA                | 1 de febrer del 1916    | H. Thiele                                              |
| 1848 Delvaux       | 1933 QD                | 18 d'agost del 1933     | E. Delporte                                            |
| 1849 Kresák        | 1942 AB                | 14 de gener del 1942    | K. Reinmuth                                            |
| 1850 Kohoutek      | 1942 EN                | 23 de març del 1942     | K. Reinmuth                                            |
| 1851 Lacroute      | 1950 VA                | 9 de novembre del 1950  | L. Boyer                                               |
| 1852 Carpenter     | 1955 GA                | 1 d'abril del 1955      | Universitat d'Indiana                                  |
| 1853 McElroy       | 1957 XE                | 15 de desembre del 1957 | Universitat d'Indiana                                  |
| 1854 Skvortsov     | 1968 UE1               | 22 d'octubre del 1968   | T. M. Smirnova                                         |
| 1855 Korolev       | 1969 TU1               | 8 d'octubre del 1969    | L. I. Chernykh                                         |
| 1856 Růžena        | 1969 TW1               | 8 d'octubre del 1969    | L. I. Chernykh                                         |
| 1857 Parchomenko   | 1971 QS1               | 30 d'agost del 1971     | T. M. Smirnova                                         |
| 1858 Lobachevskij  | 1972 QL                | 18 d'agost del 1972     | L. V. Zhuravleva                                       |
| 1859 Kovalevskaya  | 1972 RS2               | 4 de setembre del 1972  | L. V. Zhuravleva                                       |
| 1860 Barbarossa    | 1973 SK                | 28 de setembre del 1973 | P. Wild                                                |
| 1861 Komenský      | 1970 WB                | 24 de novembre del 1970 | L. Kohoutek                                            |
| 1862 Apol·lo       | 1932 HA                | 24 d'abril del 1932     | K. Reinmuth                                            |
| 1863 Antinous      | 1948 EA                | 7 de març del 1948      | C. A. Wirtanen                                         |
| 1864 Daedalus      | 1971 FA                | 24 de març del 1971     | T. Gehrels                                             |
| 1865 Cerberus      | 1971 UA                | 26 d'octubre del 1971   | L. Kohoutek                                            |
| 1866 Sisyphus      | 1972 XA                | 5 de desembre del 1972  | P. Wild                                                |
| 1867 Deiphobus     | 1971 EA                | 3 de març del 1971      | C. U. Cesco                                            |
| 1868 Thersites     | 2008 P-L               | 24 de setembre del 1960 | C. J. van Houten, I. van Houten-Groeneveld, T. Gehrels |
| 1869 Philoctetes   | 4596 P-L               | 24 de setembre del 1960 | C. J. van Houten, I. van Houten-Groeneveld, T. Gehrels |
| 1870 Glaukos       | 1971 FE                | 24 de març del 1971     | C. J. van Houten, I. van Houten-Groeneveld, T. Gehrels |
| 1871 Astyanax      | 1971 FF                | 24 de març del 1971     | C. J. van Houten, I. van Houten-Groeneveld, T. Gehrels |
| 1872 Helenos       | 1971 FG                | 24 de març del 1971     | C. J. van Houten, I. van Houten-Groeneveld, T. Gehrels |
| 1873 Agenor        | 1971 FH                | 25 de març del 1971     | C. J. van Houten, I. van Houten-Groeneveld, T. Gehrels |
| 1874 Kacivelia     | A924 RC                | 5 de setembre del 1924  | S. Beljavskij                                          |
| 1875 Neruda        | 1969 QQ                | 22 d'agost del 1969     | L. Kohoutek                                            |
| 1876 Napolitania   | 1970 BA                | 31 de gener del 1970    | C. T. Kowal                                            |
| 1877 Marsden       | 1971 FC                | 24 de març del 1971     | T. Gehrels                                             |
| 1878 Hughes        | 1933 QC                | 18 d'agost del 1933     | E. Delporte                                            |
| 1879 Broederstroom | 1935 UN                | 16 d'octubre del 1935   | H. van Gent                                            |
| 1880 McCrosky      | 1940 AN                | 13 de gener del 1940    | K. Reinmuth                                            |
| 1881 Shao          | 1940 PC                | 3 d'agost del 1940      | K. Reinmuth                                            |
| 1882 Rauma         | 1941 UJ                | 15 d'octubre del 1941   | L. Oterma                                              |
| 1883 Rimito        | 1942 XA                | 4 de desembre del 1942  | Y. Väisälä                                             |
| 1884 Skip          | 1943 EB1               | 2 de març del 1943      | M. Laugier                                             |
| 1885 Herero        | 1948 PJ                | 9 d'agost del 1948      | E. L. Johnson                                          |
| 1886 Lowell        | 1949 MP                | 21 de juny del 1949     | H. L. Giclas                                           |
| 1887 Virton        | 1950 TD                | 5 d'octubre del 1950    | S. J. Arend                                            |
| 1888 Zu Chong-Zhi  | 1964 VO1               | 9 de novembre del 1964  | Purple Mountain Observatory                            |
| 1889 Pakhmutova    | 1968 BE                | 24 de gener del 1968    | L. I. Chernykh                                         |
| 1890 Konoshenkova  | 1968 CD                | 6 de febrer del 1968    | L. I. Chernykh                                         |
| 1891 Gondola       | 1969 RA                | 11 de setembre del 1969 | P. Wild                                                |
| 1892 Lucienne      | 1971 SD                | 16 de setembre del 1971 | P. Wild                                                |
| 1893 Jakoba        | 1971 UD                | 20 d'octubre del 1971   | P. Wild                                                |
| 1894 Haffner       | 1971 UH                | 26 d'octubre del 1971   | L. Kohoutek                                            |
| 1895 Larink        | 1971 UZ                | 26 d'octubre del 1971   | L. Kohoutek                                            |
| 1896 Beer          | 1971 UC1               | 26 d'octubre del 1971   | L. Kohoutek                                            |
| 1897 Hind          | 1971 UE1               | 26 d'octubre del 1971   | L. Kohoutek                                            |
| 1898 Cowell        | 1971 UF1               | 26 d'octubre del 1971   | L. Kohoutek                                            |
| 1899 Crommelin     | 1971 UR1               | 26 d'octubre del 1971   | L. Kohoutek                                            |
| 1900 Katyusha      | 1971 YB                | 16 de desembre del 1971 | T. M. Smirnova                                         |